# Aeropuerto de Qikiqtarjuaq
El Aeropuerto de Qikiqtarjuaq (del inglés: Qikiqtarjuaq Airport) (IATA: YVM, OACI: CYVM) está ubicado en Qikiqtarjuaq, Nunavut, Canadá y es operado por el gobierno de Nunavut.

## Aerolíneas y destinos
- Canadian North
  - Iqaluit / Aeropuerto de Iqaluit
  - Pangnirtung / Aeropuerto de Pangnirtung
- First Air
  - Iqaluit / Aeropuerto de Iqaluit
  - Pangnirtung / Aeropuerto de Pangnirtung